# Бозіору
Бозіору (рум. Bozioru) — село у повіті Бузеу в Румунії. Адміністративний центр комуни Бозіору.
Село розташоване на відстані 109 км на північ від Бухареста, 36 км на північний захід від Бузеу, 119 км на захід від Галаца, 75 км на південний схід від Брашова.

## Населення
За даними перепису населення 2002 року у селі проживали 443 особи.
Національний склад населення села:
| Національність | Кількість осіб | Відсоток |
| -------------- | -------------- | -------- |
| румуни         | 365            | 82,4%    |
| цигани         | 78             | 17,6%    |

Рідною мовою назвали:
| Мова      | Кількість осіб | Відсоток |
| --------- | -------------- | -------- |
| румунська | 374            | 84,4%    |
| циганська | 69             | 15,6%    |